# Kotaro Yamazaki
Kotaro Yamazaki (født 19. oktober 1978) er en tidligere japansk fodboldspiller.
Han har spillet for flere forskellige klubber i sin karriere, herunder Shimizu S-Pulse og Ventforet Kofu.